# Aquitanien
Aquitanien (französisch Aquitaine [akiˈtɛn], okzitanisch Aquitània [akiˈtanjɒ], baskisch Akitania,  saintongeais Aguiéne) ist eine historische Landschaft im Südwesten Frankreichs. Sie war im Laufe ihrer Geschichte eine Provinz verschiedener Reiche, Herzogtum, Königreich und zuletzt eine der Regionen Frankreichs. Als diese umfasste sie die Départements Dordogne, Gironde, Landes, Lot-et-Garonne und Pyrénées-Atlantiques und hatte eine Fläche von 41.284 km² und 3.551.431 Einwohner (Stand 1. Januar 2022), die  Hauptstadt war Bordeaux. Am 1. Januar 2016 ging sie mit den benachbarten Regionen Limousin und Poitou-Charentes in der neuen Region Nouvelle-Aquitaine („Neu-Aquitanien“) auf. Ein älterer historischer Name Aquitaniens ist Guyenne; eng verknüpft mit der Geschichte Aquitaniens ist zudem der Name der Gascogne, der den südlichen Teil Aquitaniens bezeichnete und auch heute noch gelegentlich verwendet wird.

## Geographie
Aquitanien wird im Süden von den Pyrenäen und im Westen vom Golf von Biskaya des Atlantiks begrenzt. Der Golf von Biscaya hieß in einer früheren lateinischen Bezeichnung Aquitanicus oceanus (Aquitanischer Ozean).
Die Region grenzt im Norden an die Region Poitou-Charentes, im Nordosten an die Region Limousin, im Osten an die Region Midi-Pyrénées, im Westen – hauptsächlich mit der Côte d’Argent – an den Atlantischen Ozean. Im Süden verläuft die Grenze zwischen Frankreich und Spanien. Sie umfasst den größten Teil des aquitanischen Beckens, einer recht flachen und erdgeschichtlich jungen Landschaft. Es wird hauptsächlich von Garonne, Adour, Dordogne, Charente und deren Nebenflüssen entwässert, die sehr junge Sedimente angelagert haben. Nur im äußersten Nordosten und Süden finden sich hügelige bzw. gebirgige Gegenden: So liegt am Nordostrand der Region die erste Steilstufe des Zentralmassivs, an der Grenze zu Spanien erheben sich die Pyrenäen, die dort bereits weit über 2000 m ansteigen. Zwischen Zentralmassiv und dem Kerngebiet des aquitanischen Beckens befinden sich ausgedehnte, relativ niedrige Kalkplateaus, deren Ausläufer bis unmittelbar vor Bordeaux reichen.
Das Klima ist – abgesehen von den Hochlagen – ganzjährig mild. An der Atlantikküste beträgt die Jahresdurchschnittstemperatur über 15 °C, in Bordeaux etwa 14 °C, an der Grenze zum Limousin noch 11 °C. Dieser Unterschied kommt insbesondere durch die milden Winter in Küstennähe zustande. Die Niederschläge sind relativ hoch und nehmen nach Süden hin immer mehr zu. Sie fallen vornehmlich im Winterhalbjahr.
Die Bodenbeschaffenheit ist vielfältig: Die Flussniederungen sind zumeist sehr fruchtbar, ebenso das Vorland der Pyrenäen. Zwischen ihnen ist der Boden jedoch zumeist karg: Die Kalkböden im Nordosten eignen sich für den Weinbau und spezialisierte Kulturen wie Trüffel, Nüsse und Obst, sind aber aufgrund ihrer Durchlässigkeit nicht ertragreich für den Ackerbau. Die weite Schwemmlandebene zwischen Garonne und Pyrenäen weist äußerst magere Lehm- und Sandböden auf, so dass hier jahrhundertelang nur extensive Schafzucht möglich war und Sümpfe das Bild bestimmten. Nach Aufforstung ab dem 18. Jahrhundert befindet sich hier jetzt das größte zusammenhängende Waldgebiet von ganz Frankreich, die Landes de Gascogne.
Die Düne von Pilat ist mit über 100 m Höhe und fast 3 km Länge die größte Sanddüne Europas. Im Landesinneren liegen die berühmten Weinberge von Bordeaux. Die gesamte Küstenregion von Biscarrosse bis an die Grenze Spaniens wird von einem feinen Sandstrand gesäumt.

## Geschichte

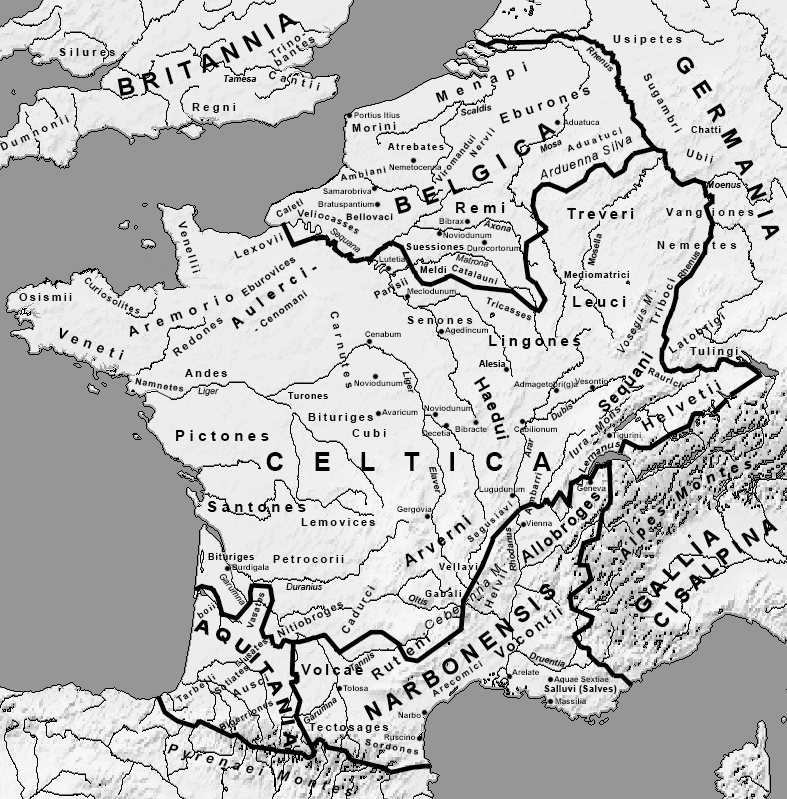
Aquitanien im Südwesten Galliens zur Zeit Caesars

Aquitanien ist ein Gebiet mit Megalithanlagen des Typs Allée couverte (Galeriegrab) und gehört zu den ältesten neolithisierten Regionen in Westeuropa.

### Römerreich
Zur Zeit der römischen Eroberung wurde (namentlich von Julius Caesar in seinem Werk De bello Gallico) das Gebiet südlich der Garonne als Aquitanien bezeichnet. Seine Einwohner, unter anderem die Ausker, sprachen im Gegensatz zu der Bevölkerung des nördlich angrenzenden eigentlichen Galliens nicht Keltisch, sondern dem Baskischen nahestehende Mundarten, von denen nur wenige Wörter in Ortsnamen und kurzen Inschriften bekannt sind.
Die später von den Römern eingerichtete Provinz Gallia Aquitania reichte weit über das ursprüngliche Aquitanien hinaus bis an die Loire. Später wurde sie in Aquitania prima, Aquitania secunda (beide nördlich der Garonne) und Novempopulana (südlich der Garonne) geteilt. Die Bevölkerung wurde weitgehend romanisiert und nahm eine koloniale Varietät der lateinischen Sprache an.

### Westgoten
Im Jahr 418 wurden in Aquitanien die Westgoten vertraglich als Foederaten angesiedelt, wobei dies im Einklang mit der gallorömischen Oberschicht geschah, die sich Schutz vor anderen, weniger von Rom geprägten Barbaren erhofften. Nach der Mitte des 5. Jahrhunderts brach die ohnehin nur schwach ausgeprägte römische Oberherrschaft zusammen. Die Westgoten beherrschten das Gebiet danach bis 507.

### Frankenreich
Durch den Sieg Chlodwigs I. in der Schlacht von Vouillé im Jahr 507 dehnte sich das Frankenreich bis zu den Pyrenäen aus, die Westgoten zogen sich auf die Iberische Halbinsel zurück. Nach Chlodwigs Tod (511) wurde durch Erbteilung Aquitanien zu einem fränkischen Teilreich. Die Westgoten strebten nach dem Verlust ihres gallischen Herrschaftsgebiets danach, zumindest die Kontrolle über das Baskenland (Vasconien) zurückzugewinnen. Da die fränkische Macht im nördlichen Pyrenäenvorland schwach ausgeprägt war, drängten Basken (Vasconen), die unter der römischen Herrschaft nicht romanisiert worden waren, aus den Pyrenäen nach Norden und dehnten ihre Hegemonie auf das ursprüngliche Aquitanien aus, ohne dass die vorher romanisierten Einwohner dieser Gebiete die lateinische Sprache und Kultur aufgaben. (Auf die Vasconen bezieht sich der Name der Gascogne, deren Geschichte von da an eng mit der Aquitaniens verbunden bleibt.)

Die Expansion des Frankenreichs von 481 bis 814

Im 8. Jahrhundert eroberten Mauren unter der Führung von Tāriq ibn Ziyād die Iberische Halbinsel (Sieg über das Westgotenreich in der Schlacht am Río Guadalete im Juli 711) und dehnten ihre Herrschaft über die Pyrenäen nach Norden aus. Im Jahr 732 gelang es Karl Martell in der Schlacht von Tours und Poitiers, ihren Vormarsch zu stoppen und Aquitanien für das Frankenreich zu sichern.
Bis 771 war Aquitanien zunächst ein selbständiges Herzogtum, stand aber schon unter dem Herrschaftsanspruch der Karolinger (siehe Herzog Hunold von Aquitanien). Im Jahr 781 wurde es zum fränkischen Unterkönigreich, regiert von Ludwig dem Frommen, der im Jahr 814 zum König des Fränkischen Reiches erhoben und zum Kaiser gekrönt wurde. 866, nach dem Tod des letzten aquitanischen Königs Karl das Kind, wurde das Gebiet Teil des Westfränkischen Reiches. Aus diesem ging das Königreich Frankreich hervor.

### Frankreich

Frankreich 1477

Im Jahr 1152 fiel Aquitanien durch die Heirat der Lehenserbin Eleonore von Aquitanien mit Heinrich Plantagenet, Graf von Anjou, an das Haus Anjou, geriet nach dessen Thronbesteigung (als Heinrich II. von England) in London 1154 jedoch unter englischen Einfluss und wurde fortan zusammen mit weiteren französischen Gebieten von allen folgenden englischen Königen beansprucht. De jure blieb Aquitanien ein Lehen der Könige Frankreichs, die jedoch erst am Ende des Hundertjährigen Krieges 1453 die Zugehörigkeit Aquitaniens zu Frankreich durchsetzen konnten.
Im Lauf der Jahrhunderte veränderten sich die Grenzen Aquitaniens: Bedeckte es in der Römerzeit noch das südwestliche Viertel Galliens, so zerfiel es im Mittelalter in mehrere Herzogtümer und Grafschaften. Der Name Aquitaniens schliff sich in der Mundart der Saintonge zu Guyenne ab, das zur üblichen Bezeichnung wurde. Das englische Herrschaftsgebiet in Aquitanien schrumpfte im Hundertjährigen Krieg zeitweise auf das Bordelais und das Agenais; im Süden schlossen sich die Gascogne, das Béarn und das Königreich Navarra an, im Nordosten die Grafschaft Périgord. Als Guyenne wurde Aquitanien nach 1453 französisches Kronland und schließlich eine Provinz des Königreichs Frankreich. In der Französischen Revolution wurden die historischen Provinzen abgeschafft und in Départements aufgeteilt. Mit der Wiedereinrichtung von Regionen entstand im Jahr 1960 Aquitanien von Neuem. 1972 erhielt die Region den Status eines Établissement public unter Leitung eines Regionalpräfekten. Durch die Dezentralisierungsgesetze von 1982 erhielten die Regionen den Status von Collectivités territoriales (Gebietskörperschaften), wie ihn bis dahin bereits die französischen Gemeinden und Départements besaßen. 1986 wurden die Regionalräte erstmals direkt vom Wahlvolk gewählt. Seitdem wurden die Befugnisse der Region gegenüber der französischen Zentralregierung schrittweise erweitert.
Seit dem 1. November 1995 unterhält Aquitanien eine Partnerschaft mit dem deutschen Bundesland Hessen.
Seit 2016 ist die frühere Region Aquitanien Teil der neu geschaffenen Region Nouvelle-Aquitaine.
Siehe auch: Ausker, Herzogtum Aquitanien; Eudo von Aquitanien

## Bevölkerung

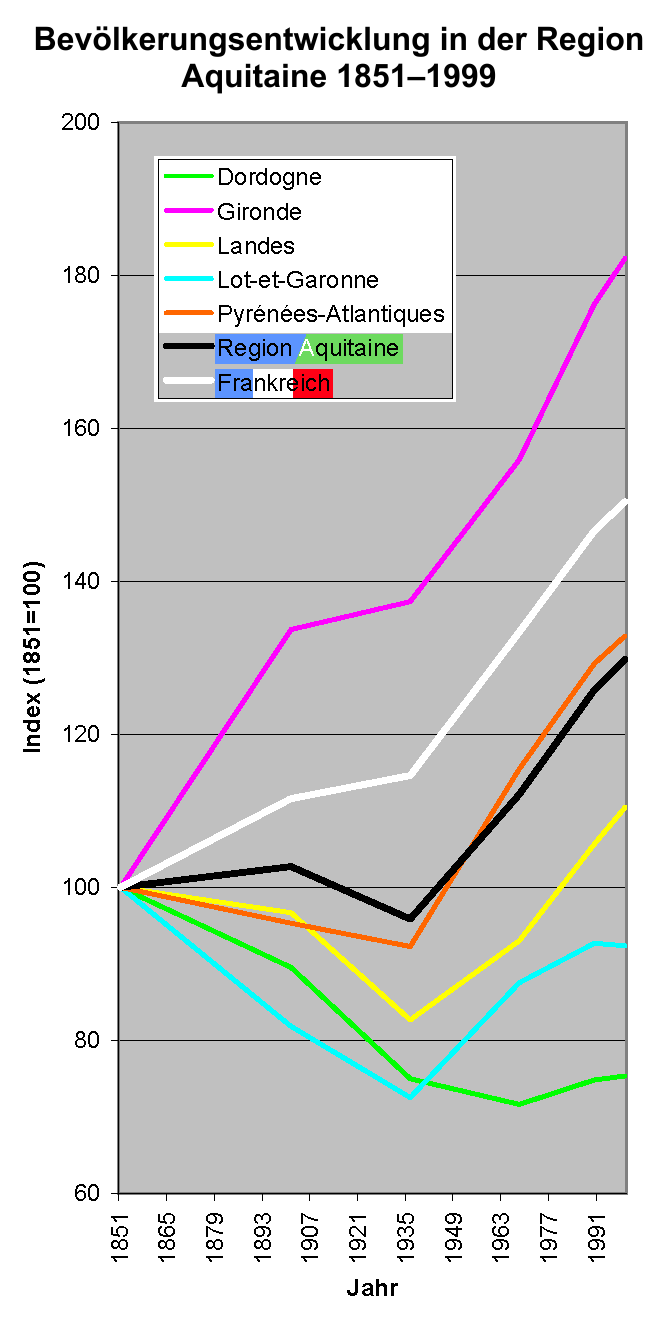
Bevölkerungsentwicklung der Region Aquitanien von 1851–1999

### Demographie
Die Bevölkerungsentwicklung in der Region Aquitanien stellt sich uneinheitlich dar. Insgesamt hat die Region in den letzten ca. 150 Jahren an Bevölkerung gewonnen, bleibt aber unter dem französischen Gesamtdurchschnitt. Diese Entwicklung ist darauf zurückzuführen, dass Aquitanien in weiten Teilen immer noch sehr ländlich geprägt ist.
So haben die Départements Dordogne und Lot-et-Garonne, die auch den höchsten Anteil der Landwirtschaft an der Wirtschaftsleistung aufweisen, in dieser Zeitspanne einen Bevölkerungsverlust hinnehmen müssen, den sie bis heute nicht haben ausgleichen können. Die Landes hingegen konnten aufgrund kleinerer Industriestandorte, großflächiger Agrarbewirtschaftung und vor allem ihrer touristischen Entwicklung in der Nachkriegszeit den Verlust ausgleichen.
Gewinner in der Bevölkerungsentwicklung sind die Départements Gironde und Pyrénées-Atlantiques, die beide über urbane Zentren verfügen. Dabei ist die Bedeutung des Großraums Bordeaux um ein Vielfaches höher als die kleineren Ballungsräume um Pau und Bayonne-Anglet-Biarritz. Die Entwicklung der Einwohnerzahl der Gironde hat sich von den anderen Départements daher praktisch abgekoppelt.
Innerhalb der Départements findet ebenfalls eine Gewichtsverschiebung statt: Städte mittlerer Größe mit einer eigenen Agglomeration, diversifizierten und/oder zukunftssicheren Wirtschaftsbedingungen gewinnen z. T. deutlich. Beispiele hierfür sind Dax oder Bergerac. Ländliche Gegenden ohne Möglichkeiten, Ersatz für wegfallende Arbeitsplätze in der Landwirtschaft auszugleichen, haben sich in dieser Zeit dagegen geradezu geleert. Die Region im äußersten Norden des Départements Dordogne hat beispielsweise allein zwischen 1921 und 1999 mehr als die Hälfte ihrer Bevölkerung verloren.

### Städte
Die bevölkerungsreichsten Städte Aquitaniens sind:
| Stadt          | Einwohner (Jahr) | Département          |
| -------------- | ---------------- | -------------------- |
| Bordeaux       | 265.328 (2022)   | Gironde              |
| Pau            | 78.620 (2022)    | Pyrénées-Atlantiques |
| Mérignac       | 77.136 (2022)    | Gironde              |
| Pessac         | 66.874 (2022)    | Gironde              |
| Bayonne        | 53.312 (2022)    | Pyrénées-Atlantiques |
| Talence        | 45.869 (2022)    | Gironde              |
| Anglet         | 42.288 (2022)    | Pyrénées-Atlantiques |
| Agen           | 32.193 (2022)    | Lot-et-Garonne       |
| Mont-de-Marsan | 31.455 (2022)    | Landes               |
| Périgueux      | 29.876 (2022)    | Dordogne             |

## Politik

### Politische Gliederung
Die Region Aquitaine untergliedert sich in fünf Départements:
| 416.325 | (2022) |

| 1.674.980 | (2022) |

| 428.427 | (2022) |

| 332.226 | (2022) |

| 699.473 | (2022) |

### Regionalrat
Ergebnis der Wahl des Regionalrates vom 28. März 2004:
- Liste Alain Rousset (Sozialistische Partei (PS) / Sozialliberale (PRG) / Grüne): 54,87 % = 769.893 Stimmen
- Liste Xavier Darcos (Konservative Parteien UMP / UDF): 33,46 % = 469.382 Stimmen
- Liste Jacques Colombier (Front National (FN)): 11,67 % = 163.737 Stimmen

Siehe auch: Liste der Präsidenten des Regionalrates von Aquitanien seit 1986

## Wirtschaft
Im 1. Quartal 2004 betrug die Arbeitslosenquote 9,7 %, sie entsprach damit dem Durchschnitt Frankreichs. Im Vergleich mit dem BIP der Europäischen Union ausgedrückt in Kaufkraftstandards erreichte die Region 2006 einen Index von 99,6 (EU-27 = 100).
Wichtige Wirtschaftszweige sind der Tourismus, die Landwirtschaft (8 % der Arbeitnehmer), die Holzindustrie und die Luftfahrttechnik.

## Tourismus
Die gesamte Küstenregion von Biscarrosse bis an die Grenze Spaniens ist touristisch geprägt. Die Düne von Pilat, das Meeresbecken von Arcachon und die Naturisten-Ferienzentren bei Montalivet-les-Bains sind besondere Schwerpunkte. Berühmt ist die Küste für den endlos feinen Sandstrand; bekannt das kalte Wasser der Biskaya.

## Sport
Die Region ist mit drei Clubs in der ersten französischen Rugby-Division TOP 14 vertreten: Bordeaux-Begles, Pau und Agen. In der zweiten Division Pro D2 nehmen die Teams aus Bayonne, Biarritz, Dax und Mont-de-Marsan teil.